# Saint-Germain-sur-Renon
Saint-Germain-sur-Renon è un comune francese di 246 abitanti situato nel dipartimento dell'Ain della regione dell'Alvernia-Rodano-Alpi.

## Società

### Evoluzione demografica
Abitanti censiti